# 红色地带

在2014年法国市政选举后，巴黎周边的由法国共产党和“一起！”党执政的市镇。

红色地带（法語：Ceinture Rouge）是指20世纪20年代—80年代由法国共产党执政的法兰西岛的一些市镇。这些市镇传统上是工人阶级区域，其居民曾受雇于一度主导“小王冠”（即巴黎周边的各省）和法兰西岛的边缘省份的大型人口中心的重工业和轻工业。
法国共产党在这些地区的强大影响力也使得该党在塞纳-圣但尼省从1967年建省起一直执政到2008年省委员会的控制权转移给社会党。
这种现象不仅限于巴黎，在里昂、都灵、米兰或热那亚等城市也可以看到，共产党在这些城市周边的工业市镇中长期拥有强大的影响力，是欧洲特有的现象。